# アーレン・ダール
アーレン・ダール（Arlene Dahl, 1925年8月11日 - 2021年11月29日）は、アメリカ合衆国出身の女優である。

## 人物
ミネソタ州ミネアポリスにて、フォードの重役の娘として生まれる。
母親が地元のアマチュア劇団に入っていたため、幼いころから演劇やダンスに親しみ、ウォッシュバーン高等学校卒業後にデパートのモデルを務めたり、地元の劇団に入団したこともあった。
1947年から女優として知られるようになり、50年代は『土曜は貴方に』などの映画に出演し絶頂期を迎えた。
子どもの一人であるロレンツォ・ラマスは、2番目の夫フェルナンド・ラマスとの間にできた息子である。

## 出演作品

### 映画
- ナイト・ウォリアー
- 地獄の荒野
- カトマンズの恋人
- 彼氏はトップレディ
- 地底探険（カーラ・ゲタボルグ）
- 悪の対決
- ニューヨークの女達
- 進め!ベンガル連隊
- 炎の館
- 姿なき敵
- 砂漠部隊
- カリブの海賊
- 幌馬車隊
- 土曜は貴方に
- 秘密指令
- アパッチ族の最後
- 逃げた花嫁